# Прокляття (фільм, 1925)
Прокляття! (англ. Curses!) — американська короткометражна кінокомедія Роско Арбакла 1925 року з Аль Ст. Джоном в головній ролі.

## Сюжет
Коли Білл краде якісь папери в Бена, і викрадає його дочку, Родні Хемінгуей приходить на допомогу.

## У ролях
- Аль Ст. Джон — Білл
- Бартін Буркетт — Нелл, дочка Бена
- Волтер С. Рід — Бен
- Джон Сінклер — заступник командира